# Habroloma
Habroloma (лат.) — род златок из подсемейства Agrilinae.

## Описание
Надкрылья с тонким килем, который идёт от плечевого бугорка назад, параллельно их боковому краю. Наличник отделён от лба килем.
Личинки развиваются в листьях, минируя их, из которых потом появляются взрослые жуки. Среди растений-хозяев: Розовые, Буковые, Ореховые, Элеокарповые, Ремнецветниковые, Дербенниковые, Симплоковые.

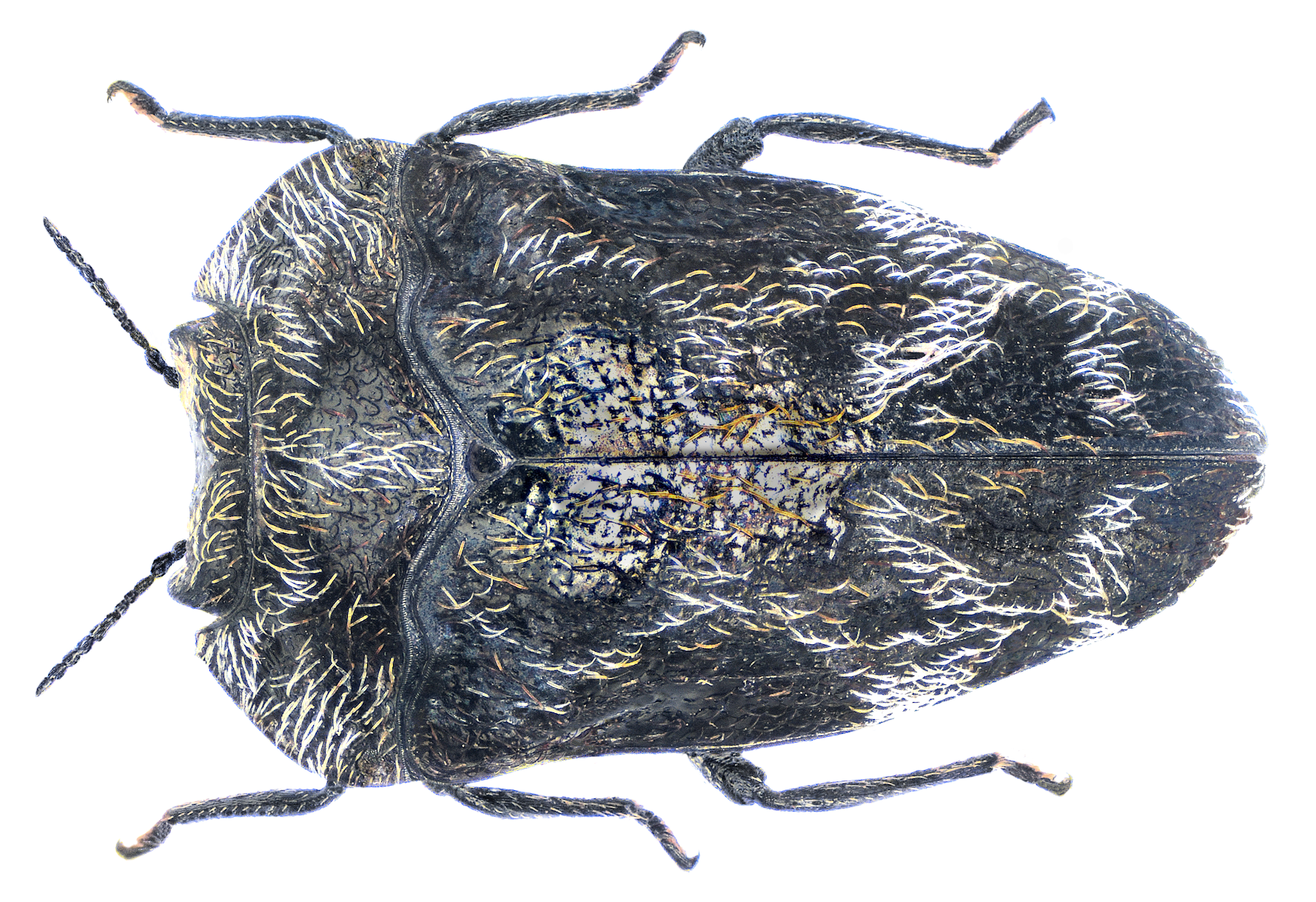
Habroloma subbicorne
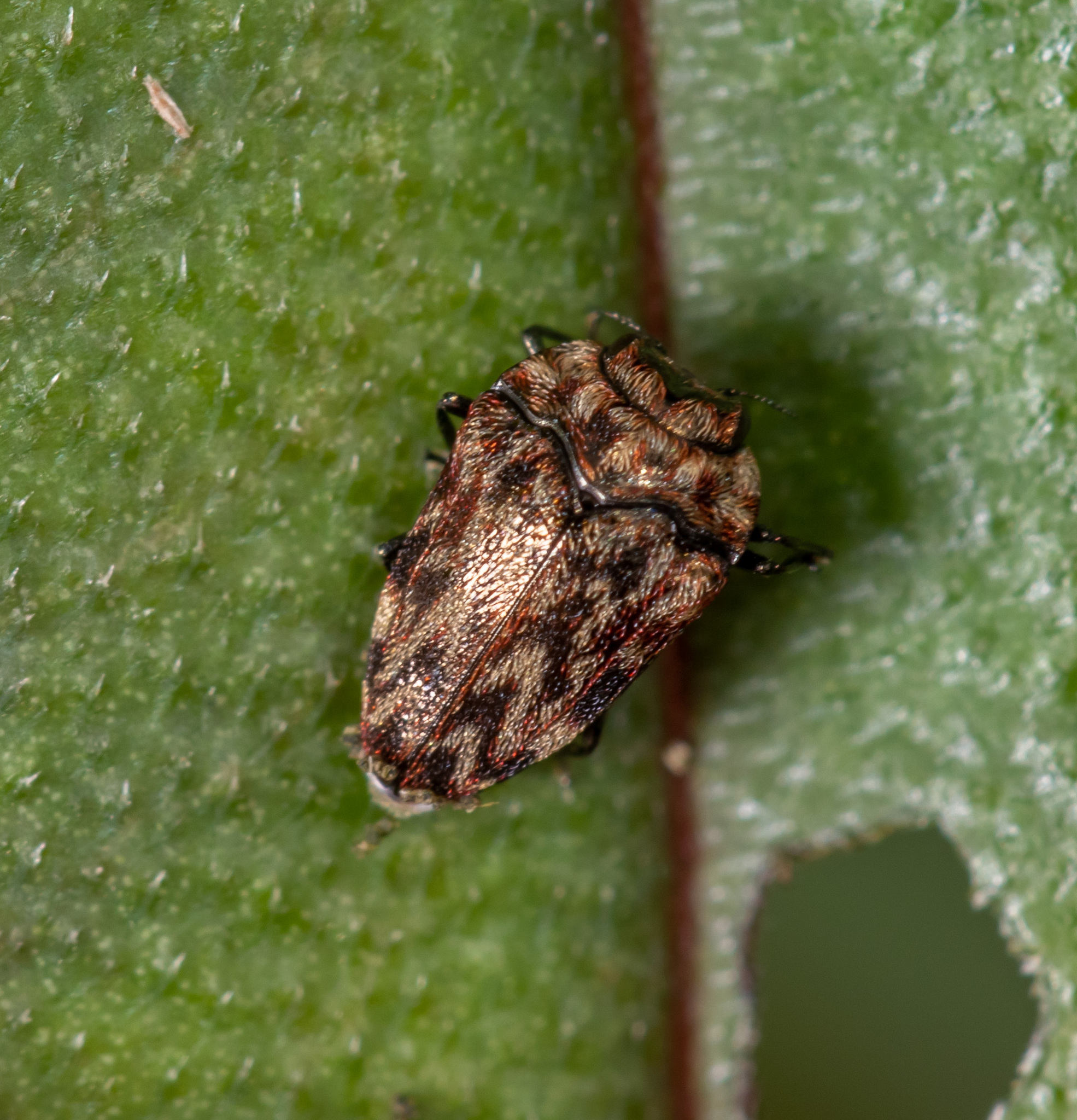
Habroloma lepidopterum

## Классификация
В составе рода около 300 видов.
- Habroloma aeneocupreum
- Habroloma alphaxia
- Habroloma anchiale
- Habroloma antonia
- Habroloma asahinai
- Habroloma astraea
- Habroloma atronitidum
- Habroloma aureum
- Habroloma bifrons
- Habroloma borchsenii
- Habroloma brachycephalum
- Habroloma breiti
- Habroloma canace
- Habroloma cheni
- Habroloma clymene
- Habroloma elaeocarpusi
- Habroloma elissa
- Habroloma euchariessum
- Habroloma eupoeta
- Habroloma eximium
- Habroloma griseonigrum
- Habroloma hikosanense
- Habroloma hoscheki
- Habroloma insulicola
- Habroloma integrum
- Habroloma konbirense
- Habroloma lewisii
- Habroloma liukiuense
- Habroloma marginicolle
- Habroloma minotaurum
- Habroloma miwai
- Habroloma mongolicum
- Habroloma nanum
- Habroloma nixilla
- Habroloma orestea
- Habroloma praxilla
- Habroloma protracticolle
- Habroloma rungsi
- Habroloma septimia
- Habroloma sinnicum
- Habroloma subalutaceum
- Habroloma subbicorne
- Habroloma taxillusi
- Habroloma tecmessa
- Habroloma theryi
- Habroloma triangulare
- Habroloma tyli
- Habroloma viridipenne
- Habroloma wagneri
- Habroloma yuasai
- другие